# Pichinia
Pichinia, monotipski rod litofitnih grmova iz porodice kozlačevki dio tribusa Schismatoglottideae, potporodica Aroideae. 
Jedina vrsta je P. disticha, endem sa Bornea

## Vanjske poveznice
|  | Zajednički poslužitelj ima još gradiva o temi Pichinia disticha |
|  | Wikivrste imaju podatke o taksonu Pichinia                      |